# L'orribile verità
L'orribile verità (The Awful Truth) è un film del 1937 diretto da Leo McCarey.
Il soggetto è tratto dall'omonima commedia teatrale di Arthur Richman; i protagonisti sono Irene Dunne e Cary Grant.
È uno degli esempi migliori della cosiddetta screwball comedy degli anni trenta, più precisamente di quel sottogenere definito "commedie del rimatrimonio" da Stanley Cavell.

## Trama
Jerry e Lucy Warriner sono una coppia appartenente all'alta società newyorkese e conducono un'intensa vita sociale. Il loro affiatamento è però minato dai dubbi sulle presunte reciproche infedeltà (lui fa viaggi inesistenti, lei dimostra un'eccessiva familiarità con il suo maestro di canto), tanto che decidono consensualmente di divorziare.
In attesa che il divorzio diventi definitivo, i due però non riescono a evitare di frequentarsi, tentando con ogni mezzo di compromettere le rispettive nuove relazioni sentimentali: lui approfitta del fatto che l'amato cagnolino Mr. Smith, che li ha fatti incontrare, sia stato affidato a lei e il tribunale gli abbia concesso di andare a trovarlo periodicamente, per allontanare con la propria presenza Dan Leeson, rozzo petroliere dell'Oklahoma, con mamma al seguito; lei scandalizza la famiglia di Barbara Vance, raffinata ereditiera, impersonando l'eccentrica sorella (immaginaria) di Jerry.
Nella notte che precede la sentenza di divorzio, i due si ritrovano a occupare due camere da letto comunicanti nella casa di campagna della zia Patsy. Lì, dopo aver ammesso di essere ancora interessati l'uno all'altro e di avere sbagliato a non essersi fidati, finiscono per riconciliarsi.

## Accoglienza

### Critica
Il dizionario Mereghetti definisce il film «una delle più classiche commedie sofisticate», dalla «regia elegantissima e raffinata» e assegna un giudizio di tre su quattro.
Il dizionario Morandini gli riconosce «un ritmo infallibile, un'energia che non dà tregua, una messinscena di calibrata eleganza, una cattiveria raffinata, interpreti (anche secondari) in gran forma», assegna un giudizio di quattro su cinque.

## Riconoscimenti
- 1938 - Premio Oscar
  - Migliore regia a Leo McCarey
  - Candidatura Miglior film alla Columbia
  - Candidatura Miglior attrice protagonista a Irene Dunne
  - Candidatura Miglior attore non protagonista a Ralph Bellamy
  - Candidatura Migliore sceneggiatura non originale a Viña Delmar
  - Candidatura Miglior montaggio a Al Clark

Nel 1996 è stato scelto per la conservazione nel National Film Registry della Biblioteca del Congresso degli Stati Uniti.
Nel 2000 l'American Film Institute l'ha inserito al 68º della sua lista dei miglior cento film commedia del cinema statunitense.

## Altre versioni
La pièce teatrale di Arthur Richman era già stata portata su grande schermo con The Awful Truth nel 1925 da Paul Powell; nel 1929, da Marshall Neilan sempre con il titolo The Awful Truth. Dopo la versione di McCarey, fu rifatta in chiave musicale nel 1953 da Alexander Hall con Ancora e sempre (Let's Do It Again).

## Versioni italiane
Il film giunse in Italia nel 1938 con un doppiaggio di cui oggi non si conosce alcun dettaglio. Per la trasmissione televisiva degli anni settanta, venne approntata una nuova versione italiana curata dalla CVD e diretta da Mario Maldesi su dialoghi di Sergio Jacquier.